# Tomasz Son Cha-sŏn
Tomasz Son Cha-sŏn (ko. 손자선 토마스) (ur. 1839 w Deoksan w Korei, zm. 18 maja 1866 w więzieniu w Gongju w Korei) – koreański święty Kościoła katolickiego, męczennik.
Tomasz Son Cha-sŏn urodził się w Deoksan (wówczas w prowincji Chungcheong w Korei) w rodzinie katolickiej.
W 1866 roku rozpoczęły się w Korei prześladowania katolików. 11 marca policja przybyła do wsi, w której Tomasz Son Cha-sŏn mieszkał i ograbiła rodziny katolickie. Ze względu na silne protesty przeciwko takiemu postępowaniu, gubernator prowincji obiecał naprawienie szkód. Tomasz Son Cha-sŏn udał się do urzędu, w celu przedstawienia roszczeń, co do zwrotu zagrabionego mienia. Zażądano od niego, by wyparł się wiary. Ponieważ odmówił został aresztowany i poddany torturom. Prześladowcom nie udało się skłonić go do wyrzeczenia wiary. Został uduszony w więzieniu w Gongju 18 maja 1866 roku.
Dniem jego wspomnienia jest 20 września (w grupie 103 męczenników koreańskich).
Beatyfikowany 6 października 1968 roku przez Pawła VI, kanonizowany 6 maja 1984 roku przez Jana Pawła II w grupie 103 męczenników koreańskich.